# Черкасиха
Черкасиха — деревня в Ярославском районе Ярославской области. Входит в состав Заволжского сельского поселения.

## География
Находится в восточной части Ярославской области на расстоянии приблизительно 21 км на северо-восток по прямой от станции Филино.

## История
В 1859 году здесь (деревня Даниловского уезда Ярославской губернии) было учтено 12 дворов , в 1898 — 18.

## Население
Численность населения: 77 человек (1859 год), 0 в 2002 году, 5 в 2010.